# 2015-ös Formula–E Peking nagydíj
A 2015-ös Formula–E Peking nagydíjat október 24-én rendezték. A pole-pozícióból Sébastien Buemi indulhatott. A futamot Sébastien Buemi nyerte meg.

## Időmérő
| Poz. | #  | Versenyző              | Csapat             | Idő      | Superpole |
| ---- | -- | ---------------------- | ------------------ | -------- | --------- |
| 1.   | 9  | Sébastien Buemi        | e.dams Renault     | 1:37,488 | 1:37,279  |
| 2.   | 8  | Nicolas Prost          | e.dams Renault     | 1:38,206 | 1:37,581  |
| 3.   | 23 | Nick Heidfeld          | Mahindra Racing    | 1:38,512 | 1:38,339  |
| 4.   | 11 | Lucas di Grassi        | Audi Sport Abt     | 1:38,519 | 1:39,539  |
| 5.   | 25 | Jean-Éric Vergne       | DS Virgin Racing   | 1:38,028 | 2:21,284  |
| 6.   | 4  | Stéphane Sarrazin      | Venturi Grand Prix | 1:38,645 |           |
| 7.   | 21 | Bruno Senna            | Mahindra Racing    | 1:38,761 |           |
| 8.   | 6  | Loïc Duval             | Dragon Racing      | 1:38,859 |           |
| 9.   | 2  | Sam Bird               | DS Virgin Racing   | 1:38,884 |           |
| 10.  | 7  | Jérôme d’Ambrosio      | Dragon Racing      | 1:39,058 |           |
| 11.  | 66 | Daniel Abt             | Audi Sport Abt     | 1:39,220 |           |
| 12.  | 12 | Jacques Villeneuve     | Venturi Grand Prix | 1:39,665 |           |
| 13.  | 27 | Robin Frijns           | Andretti Autosport | 1:39,672 |           |
| 14.  | 28 | Simona de Silvestro    | Andretti Autosport | 1:39,681 |           |
| 15.  | 88 | Oliver Turvey          | NEXTEV TCR         | 1:39,734 |           |
| 16.  | 55 | António Félix da Costa | Team Aguri         | 1:40,295 |           |
| 17.  | 77 | Nathanaël Berthon      | Team Aguri         | 1:40,386 |           |
| 18.  | 1  | Nelson Piquet, Jr.     | NEXTEV TCR         | 1:40,638 |           |

## Futam

### Fanboost
Az alábbi három versenyző használhatta a Fanboost-ot.
|    | #  | Versenyző          | Csapat           |
| -- | -- | ------------------ | ---------------- |
| 1. | 2  | Sam Bird           | DS Virgin Racing |
| 2. | 1  | Nelson Piquet, Jr. | NEXTEV TCR       |
| 3. | 88 | Oliver Turvey      | NEXTEV TCR       |

### Futam
| Poz. | #  | Versenyző              | Csapat             | Idő/Különbség | Pont    |
| ---- | -- | ---------------------- | ------------------ | ------------- | ------- |
| 1.   | 9  | Sébastien Buemi        | e.dams Renault     | 50:08,835     | 25 (+5) |
| 2.   | 11 | Lucas di Grassi        | Audi Sport Abt     | + 11,006      | 18      |
| 3.   | 23 | Nick Heidfeld          | Mahindra Racing    | + 15,681      | 15      |
| 4.   | 6  | Loïc Duval             | Dragon Racing      | + 16,009      | 12      |
| 5.   | 7  | Jérôme d’Ambrosio      | Dragon Racing      | + 16,514      | 10      |
| 6.   | 88 | Oliver Turvey          | NEXTEV TCR         | + 39,466      | 8       |
| 7.   | 2  | Sam Bird               | DS Virgin Racing   | + 47,531      | 6       |
| 8.   | 77 | Nathanaël Berthon      | Team Aguri         | + 58,620      | 4       |
| 9.   | 4  | Stéphane Sarrazin      | Venturi Grand Prix | + 1:07,814    | 2       |
| 10.  | 27 | Robin Frijns           | Andretti Autosport | + 1:09,260    | 1       |
|      |    |                        |                    |               |         |
| 11.  | 66 | Daniel Abt             | Audi Sport Abt     | + 1:13,351    |         |
| 12.  | 25 | Jean-Éric Vergne       | DS Virgin Racing   | + 1:31,040    |         |
| 13.  | 21 | Bruno Senna            | Mahindra Racing    | + 1:50,833    |         |
| 14.  | 12 | Jacques Villeneuve     | Venturi Grand Prix | + 1 kör       |         |
| 15.  | 1  | Nelson Piquet, Jr.     | NEXTEV TCR         | + 2 kör       |         |
| ki   | 8  | Nicolas Prost          | e.dams Renault     | Kiesett       |         |
| ki   | 55 | António Félix da Costa | Team Aguri         | Kiesett       |         |
| ki   | 28 | Simona de Silvestro    | Andretti Autosport | Kiesett       |         |

## A világbajnokság élmezőnyének állása a verseny után
(Teljes táblázat)
| H  | Versenyzők        | Pont | H  | Konstruktőrök             | Pont |
| -- | ----------------- | ---- | -- | ------------------------- | ---- |
| 1. | Sébastien Buemi   | 30   | 1. | E.dams Renault            | 30   |
| 2. | Lucas di Grassi   | 18   | 2. | Dragon Racing             | 22   |
| 3. | Nick Heidfeld     | 15   | 3. | ABT Schaeffler Audi Sport | 18   |
| 4. | Loïc Duval        | 12   | 4. | Mahindra Racing           | 15   |
| 5. | Jérôme d’Ambrosio | 10   | 5. | NEXTEV TCR                | 8    |

- Jegyzet: Csak az első 5 helyezett van feltüntetve mindkét táblázatban.